# Gerrit Jan Schutte (hoogleraar)
Gerrit Jan Schutte (Scheveningen, 1940) is een Nederlands geschiedkundige en voormalig wetenschappelijk hoofdmedewerker Nieuwe Tijd aan de Vrije Universiteit Amsterdam, en later bijzonder hoogleraar van de geschiedenis van het Nederlandse protestantisme aan de Vrije Universiteit (sinds 2005 emeritus).
Hijzelf typeerde zijn rol als ‘schoolmeester’, die op basis van gedegen bronnenonderzoek een beeld van de maatschappelijke ontwikkelingen schetst. Het gaat niet alleen om de analyse, maar ook om iets over te dragen.

## Levensloop
Schutte werd geboren in Scheveningen in 1940 en groeide op in de Alblasserwaard, later in Zeist. Hij studeerde geschiedenis aan de Universiteit Utrecht en promoveerde (1974) daar op een thema uit de 18e eeuw.
Doceren deed Schutte aanvankelijk aan het gereformeerd middelbaar onderwijs. Later werd hij docent aan de lerarenopleiding VLVU en aan de Vrije Universiteit Amsterdam waar hij hoogleraar was van 1987 tot 2005.
In 1984-1985 werd hij lid van de Suid Afrikaanse Akademie vir Wetenskap en Kuns. In 1984-1985 was hij medewerker bij het NIAS, Nederlands Instituut voor Sociale Studies. Verder was hij vice-voorzitter van het programma van Indonesië studies, en lid van het TANAP comité, een samenwerkingsverband met o.a. Zuid-Afrika.

## Werk

### Visie
Zijn visie is verbonden met het gereformeerde leven in de Nederlandse samenleving waaruit ook zijn praktische geschiedenisbeoefening voortkomt. Zijn keuze voor geschiedenis werd ondersteund met het advies de achterban goed voor te lichten.
Zijn praktische visie is gedegen bronnenonderzoek te verrichten in archieven om op basis daarvan een beeld te construeren van gebeurtenissen in het verleden en hun betekenis. Zelf duidt hij zijn stijl ‘alsof de schoolmeester vertelt.’ Niet theoretisch, maar praktisch ziet hij dat een romancier niet wezenlijk verschilt van de historicus, omdat beiden een werkelijkheid reconstrueren. Een stijl die lijkt op die van collega Arie van Deursen.
Zijn onafhankelijkheid van waarnemen en denken over ontwikkelingen uit zich wetenschappelijk in publicaties, maar ook op verschillende manieren naar zijn achterban. Een symposium over de betekenis van Klaas Schilder in het symposium “Geen duimbreed” dat het Wetenschappelijk Centrum van de VU organiseerde. Daarnaast levert hij diverse boekbesprekingen in het Nederlands Dagblad. Zijn visie is te typeren als ‘meer samenwerking dan antithese’.

### Wetenschappelijke interesse
Zijn wetenschappelijke interesse blijkt uit thema’s die betrekking hebben op de 18e eeuw. Daaruit vloeit ook voort het onderzoek naar de relatie tussen het Nederlandse volk en het huis van Oranje. Maar ook is Schutte expert op het gebied van de Vereenigde Oostindische Compagnie (VOC) en Indië. Met de VOC komt ook Zuid-Afrika in beeld, waar Schutte een periode zal doorbrengen. Daar heeft hij de gelegenheid samen te werken met de expert Hermann Giliomee. Zo raakt hij ook betrokken bij het kenniscentrum in het Zuid-Afrikahuis, waar veel informatie te vinden is over het Afrikaans en andere talen in Zuid-Afrika en de vele culturen in dat land.
Het thema ‘verwantschap’ tussen Nederland en Zuid-Afrika en de relatie VU met Zuid-Afrika boeit Schutte.  Hij betoont zich kritisch over mythen over de invloed van een neo-calvinistisch verleden RD 14 feb 2001 Waar mythen ten onrechte de basis worden van standpunten is Schutte kritisch, ongeacht politieke of maatschappelijke meningen.
In de tijd van de politieke strijd tegen de apartheidspolitiek was het kenniscentrum een bron van informatie, waar anti-apartheidsstrijders als Karel Roskam zich ook informeerden. Over de betekenis wat het inhoudt onafhankelijk kenniscentrum te willen zijn bestond verschil van inzicht.

### Verder werk
Bij de vorming van de bestuursstructuur vakgroepen heeft hij aangestuurd op het thema ‘De geschiedenis van het Protestantisme’. Binnen dat thema staat de sociale geschiedenis en de cultuurhistorische betekenis van het protestantisme centraal, zowel in Nederland als in internationale contacten. De VOC-geschiedenis is een belangrijk deel van zijn onderzoek.
Een derde thema is de geschiedenis van Zuid-Afrika. Maar lokale geschiedenis van Hilversum, het eiland Marken, kerk in Zeeland en Jodenzending trokken ook zijn aandacht.

## Geselecteerde bibliografie
- De Nederlandse Patriotten en de koloniën. Een onderzoek naar hun denkbeelden en optreden 1770-1810. Dissertatie 1974: Universiteit Utrecht.

Publicaties over de VOC
- Het Indisch Sion. De Gereformeerde kerk onder de Compagnie. Hilversum, 2002.

Publicaties in het kader van de vakgroep Protestantisme
- Cahiers over de christelijke sociale beweging.
- Het Calvinistisch verleden, mythe en werkelijkheid.
- Geleefd geloven, in samenwerking met A.Th. van Deursen.
- De school met de Bijbel, in samenwerking met G. Harinck.
- De CNV 100 - een vakbond met idealen.

Publicaties over Zuid-Afrika
- De Hollanders in Krugers Republiek 1884-1899. Pretoria: Universiteit Pretoria, 1968.
- Giliomee, H. en G.J. Schutte, “De ontwikkeling van de Afrikaner identiteit en de Afrikaner macht” in: Zicht op Zuid-Afrika. Honderd jaar geschiedenis van Zuid-Afrika, 1881-1981. Amsterdam 1981, 123-166.
- G.J. Schutte, “Company and colonists at the Cape”, in: Richard, E and H. Giliomee (red.), The shaping of South African society, 1652-1840, Middletown Connecticut, 1989, 290.
- Nederland en Afrikaners, adhesie en aversie. 1987.
- Karel Schoeman als historicus. 1997.
- “Boeren”, een hoofdstuk in ‘Het gereformeerde geheugen” over de protestantse herinneringscultuur, redactie G. Harinck, H. Paul en B. Wallet. Amsterdam: Bert Bakker, 2009.
- Stichting ZASM viert eerste eeuwfeest (2009).
- Stamverwantschap onder druk; De betrekkingen tussen Nederland en Zuid-Afrika, 1940-1947 (2011).